# Acanthoscurria borealis
Acanthoscurria borealis är en spindelart som beskrevs av Schmidt och Peters 2005. Acanthoscurria borealis ingår i släktet Acanthoscurria och familjen fågelspindlar.
Artens utbredningsområde är Guatemala. Inga underarter finns listade i Catalogue of Life.